# Rada pro vzdělávání, mládež, kulturu a sport
Rada pro vzdělávání, mládež, kulturu a sport (EYCS) je konfigurace Rady Evropské unie. Setkání probíhají třikrát nebo čtyřikrát ročně, dvakrát v plné konfiguraci. Tato Rada sdružuje ministry odpovědné za vzdělávání, kulturu, mládež, média, komunikaci a sport členských států EU. Její přesné složení závisí na bodech programu.
Složení Rady pro vzdělávání, mládež, kulturu a sport vzniklo sloučením bývalé Rady pro vzdělávání a mládež a bývalé Rady pro kulturu a audiovizuální oblast.
Rada zpravidla přijímá doporučení v oblasti školství, kultury, mládeže a sportu. V některých oblastech, jako je audiovizuální politika nebo vzájemné uznávání diplomů, však může Rada přijímat legislativní akty.